# Shijimiaeoides
Shijimiaeoides är ett släkte av fjärilar. Shijimiaeoides ingår i familjen juvelvingar.
Kladogram enligt Catalogue of Life:
| Shijimiaeoides | \| \| Shijimiaeoides asonis \| \| \| \| \| \| Shijimiaeoides barine \| \| \| \| \| \| Shijimiaeoides divina \| \| \| \| \| \| Shijimiaeoides heijonis \| \| \| \| \| \| Shijimiaeoides honei \| \| \| \| \| \| Shijimiaeoides iburiensis \| \| \| \| \| \| Shijimiaeoides lanty \| \| \| \| \| \| Shijimiaeoides patrocles \| \| \| \| \| \| Shijimiaeoides punctialbae \| \| \| \| |
|                | \| \| Shijimiaeoides asonis \| \| \| \| \| \| Shijimiaeoides barine \| \| \| \| \| \| Shijimiaeoides divina \| \| \| \| \| \| Shijimiaeoides heijonis \| \| \| \| \| \| Shijimiaeoides honei \| \| \| \| \| \| Shijimiaeoides iburiensis \| \| \| \| \| \| Shijimiaeoides lanty \| \| \| \| \| \| Shijimiaeoides patrocles \| \| \| \| \| \| Shijimiaeoides punctialbae \| \| \| \| |
|                | Shijimiaeoides asonis |
|                | |
|                | Shijimiaeoides barine |
|                | |
|                | Shijimiaeoides divina |
|                | |
|                | Shijimiaeoides heijonis |
|                | |
|                | Shijimiaeoides honei |
|                | |
|                | Shijimiaeoides iburiensis |
|                | |
|                | Shijimiaeoides lanty |
|                | |
|                | Shijimiaeoides patrocles |
|                | |
|                | Shijimiaeoides punctialbae |
|                | |